# Hen Fruit
Hen Fruit és un curtmetratge de la sèrie “Oswald el conill afortunat”', produït per l'estudi Robert Winkler Productions i estrenada el 4 de febrer de 1929.